# Любовь на троих
«Любовь на троих» (англ. Endings, Beginnings) — драматический фильм Дрейка Доримуса. В главных ролях Шейлин Вудли, Джейми Дорнан и Себастиан Стэн.

## Сюжет
Фильм о художнице по имени Дафна, одновременно завязывающей отношения с симпатичным писателем и «плохим парнем».

## В ролях
| Актёр                  | Роль          |
| ---------------------- | ------------- |
| Шейлин Вудли           | Дафна         |
| Джейми Дорнан          | Джек          |
| Себастиан Стэн         | Фрэнк         |
| Мэттью Грей Гублер     | Эдриан        |
| Линдсей Слоун          | Билли         |
| Норин ДеВулф           | Норин         |
| Шерри Кола             | Крис          |
| Уэнди Мэлик            | Сью           |
| Кира Седжвик           | Ингрид        |
| Келли Альбанезе        | Лила          |
| Шамир Андерсон         | Джонатан      |
| Пресцилиана Эспаролини | доктор Парино |